# Daniel Wilson
Sir Daniel Wilson (Edimburg, 5 de gener de 1816 – Toronto, 6 d'agost de 1892) va ser un artista, professor universitari, arqueòleg i etnòleg canadenc d'origen escocès.
Daniel Wilson va néixer i va rebre l'educació a Edimburg, i hi va actuar com a secretari de la Societat d'antiquaris. Marxà a Toronto per exercir de professor d'història i literatura anglesa del University College. Del 1880 al 1892 va ser president del College i entre els anys 1889 i 1892 fou el rector de la Universitat de Toronto.
En la seva obra The Archeology and Pre-historic Annals of Scotland (1851) va aparèixer per primera vegada el terme prehistòria en llengua anglesa, (en francès es feia servir des de 1830 per part de Paul Tournal). Altres llibres que va publicar van ser Memorials of Edinburgh in the Olden Time (1848, amb nombroses il·lustracions del mateix Wilson), Prehistoric man: researches into the origin of civilisation in the Old and the New World  (1862), Chatterton: a biographical study (1869) i Caliban, the Missing Link (1873).